# Phoma acuum
Phoma acuum är en lavart som beskrevs av Cooke & Ellis 1878. Phoma acuum ingår i släktet Phoma, ordningen Pleosporales, klassen Dothideomycetes, divisionen sporsäcksvampar och riket svampar.   Inga underarter finns listade i Catalogue of Life.